# Michael Losse

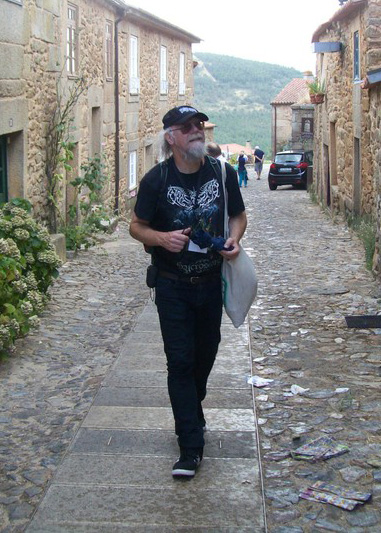
Michael Losse auf einer Exkursion in Portugal 2016

Michael Losse (* 1960 in Lünen-Brambauer; † 1. Februar 2023 in Freiburg im Breisgau) war ein deutscher Historiker, Kunsthistoriker, Fachbuchautor und Burgen- sowie Festungsforscher. Nach dem Studium in Marburg arbeitete er zunächst einige Jahre im universitären Bereich, ehe er sich 1999 selbständig machte.
Den Schwerpunkt von Losses Forschungen bildeten Burgen, Schlösser, Festungen, mittelalterlicher und neuzeitlicher Kirchenbau sowie der Historismus. Seine Forschungsgebiete lagen in Deutschland (unter anderem Bodensee, Eifel, Hegau, Hochrhein, Lahn, Mittelrhein, Mosel, Oberbayern), Griechenland (Ägäis, Dodekanes), Malta, Schweiz (Kantone Schaffhausen, Thurgau, Zürich) sowie dem Norden und Westen von Wales.

## Leben und Werk
Michael Losse wuchs im Landkreis Ahrweiler auf. In seiner Volksschulzeit weckte ein Lehrer Losses Interesse für Burgen, das von seinem Vater durch häufige Burgenexkursionen in der Eifel weiter gefördert wurde. Nach dem Abitur 1979 und zwei Jahren Zivildienst studierte er Geschichte, Kunstgeschichte, Germanistik und Pädagogik an der Philipps-Universität Marburg. Das Studium schloss er 1990 mit der Erlangung des Magister Artiums mit Auszeichnung ab. Seine Magisterarbeit behandelte „Bürgerliche Burgen“ im 19./20. Jahrhundert. Von 1987 bis 1997 arbeitete er als wissenschaftlicher Mitarbeiter im Deutschen Dokumentationszentrum für Kunstgeschichte – Foto Marburg am Kunstgeschichtlichen Institut der Universität Marburg. Zugleich nahm er ab 1994 im Fachbereich Kunstgeschichte der Philipps-Universität Lehraufträge zur Durchführung interdisziplinärer Lehrveranstaltungen gemeinsam mit Horst Wolfgang Böhme wahr. 1997 promovierte Losse beim Marburger Professor Ulrich Schütte mit einer Arbeit über die Alte Bonner Rheinbrücke und die Rheinbrücken der Wilhelminischen Zeit, die 2000 als Buch erschien. Es folgte bis 1999 eine Dozententätigkeit und Lehrstuhlvertretung für Hartmut Hofrichter an der Universität Kaiserslautern im Fachbereich Architektur/Bauingenieurwesen/Raum- und Umweltplanung, dort im Lehr- und Forschungsgebiet Baugeschichte/Geschichte des Städtebaues/Denkmalpflege. Nebenberuflich arbeitete er schon seit 1992 in Malta, später auch in Griechenland, Wales und der Schweiz.
Während der 1990er Jahre war Michael Losse an mehreren Projekten im musealen Bereich beteiligt. So gestaltete er 1994 im Auftrag der Stadt Adenau die Ausstellung „Kirchen im Alt-Kreis Adenau 1815–1932“. In der Zeit von 1996 bis 1998 gehörte er dem Ausschuss zur Vorbereitung der Berliner Bodo-Ebhardt-Ausstellung 1999 an.
Seit 1999 war Michael Losse freiberuflich als Dozent, Autor, Gutachter und Burgen- sowie Festungsforscher tätig. Unter anderem arbeitete er für das „Büro für Burgenforschung Dr. Joachim Zeune“, für die DenkmalAkademie der Deutschen Stiftung Denkmalschutz und die Reisehochschule Zürich.
2001/2002 realisierte er für die AG Hegau-Schaffhausen das von ihm entwickelte Projekt „Burgen, Erlebniswege Hegau, angrenzende Schweiz, westlicher Bodensee“. 2008 unterstützte ein Reisestipendium der Gerda Henkel Stiftung seine Forschungen zu Burgen, Festungen und befestigten Orten des Johanniterordens in der Ägäis. Die Ergebnisse veröffentlichte er in der Publikation Die Kreuzritter von Rhodos. Bevor die Johanniter Malteser wurden. Sie ist nur eine von zahlreichen Veröffentlichungen Losses, denn er war Herausgeber und Autor vieler Bücher zum Thema Burgen und Schlösser sowie von über 250 Fach- und Lexikonartikeln. Zum Beispiel war er Mitarbeiter des Allgemeinen Künstlerlexikons, des Pfälzischen Burgenlexikons vom Institut für pfälzische Geschichte und Volkskunde und der Publikation Burgen in Mitteleuropa, die 1999 von der Deutschen Burgenvereinigung herausgegeben wurde.
Seine Veröffentlichungen richteten sich nicht ausschließlich an ein Fachpublikum, sondern auch an interessierte Laien, Burgenfans und engagierte Baudenkmalbesitzer. Dazu passen auch Losses Veröffentlichungen und Vorträge zur Burg als Thema, Symbol und Motiv im Heavy Metal. Er zählte selbst zu den Fans dieses Musikgenres. Seit 2012 forschte er zur Burgenrezeption im (Heavy) Metal und bereitete dazu eine Publikation vor.

## Mitgliedschaften
Losses wissenschaftliches Engagement für und das Interesse an der Burgen- und Festungsforschung drückte sich auch durch die Mitarbeit in zahlreichen Vereinen aus. So gehörte er 1996 zu den Gründungsmitgliedern des Marburger Burgen-Arbeitskreises e. V. (heute Marburger Arbeitskreis für europäische Burgenforschung) und war bis 1998 dessen erster Vorsitzender. In der Zeit von 1997 bis 2006 bekleidete er den Posten des Vizepräsidenten der Deutschen Gesellschaft für Festungsforschung (DGF). Zusätzlich gehörte er den Wissenschaftlichen Beiräten mehrerer Vereinigungen an, darunter des Hessischen Heimatbundes (seit 2001) und seit 2002 des Hegau-Geschichtsvereins. Außerdem war er Mitglied im Scientific Council von Europa Nostra und seit 1997 im Wissenschaftlichen Beirat der Deutschen Burgenvereinigung, für die er ab 2001 an der Planung der EBIDAT beteiligt war.

## Ehrungen und Auszeichnungen
- 2004 Ehrennadel der Stadt Adenau
- 2010 Kulturförderpreis (Kreis Konstanz)
- 2016 Ernennung zum „Friend of Rhodes“ durch den Bürgermeister von Rhodos

## Veröffentlichungen (Auswahl)

### Monographien
Als Autor
- 1987: Stadt Adenau (= Rheinische Kunststätten. Heft Nr. 322)
- 1993: Der Johanniterstaat in der Ägäis (1309–1522). Aspekte der Burgen- und Festungspolitik des Johanniter-Ordens im Bereich des heutigen Griechenland sowie der Türkei
- 1993: Die katholische Pfarrkirche St. Philippus und Jakobus, Kempenich in der Eifel (= Schnell & Steiner Kleiner Kunstführer. Nr. 2097)
- 1999: Burgen und Schlösser in der Wetterau und im Vogelsberg (in Zusammenarbeit mit Gabriele Nina Bode)
- 2003: Theiss Burgenführer Hohe Eifel und Ahrtal
- 2007: Die Mosel. Burgen, Schlösser, Adelssitze und Befestigungen von Trier bis Koblenz
- 2010: Überlingen am Bodensee – Kulturgeschichte und Architektur
- 2013: Burgen und Schlösser in der Eifel (Regionaliaverlag)
- 2015: Burgen und Schlösser am Mittelrhein
- 2016: Die Festung Hohentwiel und die Burgen und Schlösser rund um Singen (Hohentwiel) im Hegau
- 2017: Burgen und Festungen des Johanniter-Ritterordens auf Rhódos und in der Ägäis. Griechenland 1307–1522
- 2023: Burgen und Schlösser in der Eifel (Eifelbildverlag)

Als (Mit-)Herausgeber
- 2001: Die schönsten Schlösser und Burgen im Lahntal
- 2003: Festungen und Schanzen im Hegau vom 15. bis zum frühen 20. Jahrhundert
- 2012/2013: Burgen, Schlösser, Adelssitze und Befestigungen am nördlichen Bodensee, Band 1.1 und 1.2
- 2015: Historismus und Jugendstil im Kreis Konstanz

### Buchbeiträge
- 1999: Burgen im Westerwald in nachmittelalterlicher Zeit. Umbauten, Zerstörungen und Abbrüche, historistische Um- und Neubauten. In: Burgen und Schlösser im Westerwald. Historische Wehr- und Wohnbauten zwischen Sieg, Lahn, Dill und Rhein
- 2008: Burgen und Städte im ägäischen Ordensstaat der Johanniter (1306/07–1522). In: Burgen und Städte der Kreuzzugszeit. (= Studien zur internationalen Architektur- und Kunstgeschichte. Band 65)
- 2010: Zwischen „Dark Fortress“ und „Festung Nebelburg“. Burg, Schloß und Festung als Thema und Motiv in der (Heavy-)Metal-Szene. In: Mythos Burg
- 2013: The Development of Gunpowder Defences at the Knights Hospitallers' Fortifications on the Dodecanese Islands (1307–1522). In: Islands and Millitary Orders, c. 1291–c. 1798
- 2015: Innovative Wehrelemente an Johanniter-Ordensburgen und -Befestigungen in der Ägäis (1307 bis 1522). In: Joachim Zeune (Hrsg.): „Dem Feind zum Trutz“. Wehrelemente an mittelalterlichen Burgen (= Veröffentlichungen der Deutschen Burgenvereinigung, Reihe B: Schriften. Band 14)
- 2016: Bismarck, Widerholt und der Hohentwiel als „Schwäbische Gralsburg“. Burgenrezeption und Heldengedenken auf Württembergs geschichtsträchtiger Festung im 19. Jahrhundert. In: Stadtarchiv Singen (Hrsg.): Neueste Forschungsergebnisse zur Geschichte des Berges & der Festung Hohentwiel

### Aufsätze
- 1991: Das Kastro Lykourgo bei Pythagoreion auf der Insel Samos. Eine Burganlage aus der Zeit des griechischen Unabhängigkeitskrieges. In: Burgen und Schlösser. 1/1991
- 1993: St. Peter zu Sinzig. Die Peterskirche vor dem Hintergrund der Aachenrezeption im 13. Jahrhundert und ihre Rezeption in Wilhelminischer Zeit. In: Heimatjahrbuch Kreis Ahrweiler 1993. (online)
- 1995: Der „Börsenritter“ im „lauschigen Butzenscheiben-Erker“. Anmerkungen zur realen und ideellen Inbesitznahme mittelalterlicher Burgen durch Bürgerliche im Eifel-Mosel-Gebiet (1815–1918). In: Eifeljahrbuch 1996
- 1997: Brückenbau und Heimatschutz in der Eifel. Beispiele landschaftsbezogener Brückenbauten im ersten Drittel des 20. Jahrhunderts. In: Eifeljahrbuch 1998
- 1998: Die Johanniter-Ordensburg ‚Kástro tís Panajías’ bei Plátanos (Insel Léros/Griechenland) und ihre Bedeutung im Kontext der frühen Bastionärbefestigungen in der Ägäis. In: Marburger Correspondenzblatt zur Burgenforschung. 1997/1998
- 2000: „... unter dem romantischen Einfluß der großen Geschichte der Ufergelände von Rhein und Mosel.“ Villen- und Landhausentwürfe von Willy Bock (1877–1955) in Vallendar und Koblenz. In: Heimatbuch Kreis Mayen-Koblenz 2001
- 2003: Rosenegg, das verschwundene Bischofsschloss. Anmerkungen zur Geschichte und zum Untergang der Burg Rosenegg. In: Hegau. 60/2003
- 2005: „Ein Herrenhaus mit Giebel, Turm und Fahne“. Das „Scheffelschlößle“ des Dichters Joseph Victor von Scheffel auf der Mettnau bei Radolfzell. In: Schriften des Vereins für Geschichte des Bodensees und seiner Umgebung. Band 123, 2005, S. 91–112 Digitalisat
- 2005: The fortifications of Hohentwiel/Hegau (Germany) from 915 to 1800: History – Restoration – Re-use – Tourism – Natural Protection. In: Europa Nostra Scientific Bulletin. 59/2005
- 2008: „Friedingen, still-stolze Feste“. Anmerkungen zum sog. „Friedinger Schlößle“ bei Friedingen im Hegau. In: Schriften des Vereins für Geschichte des Bodensees und seiner Umgebung. Band 126, 2008, S. 3–26 Digitalisat
- 2009: Wacht- und Wohntürme aus der Zeit des Johanniter-Ordens (1307–1522) auf der Ägäis-Insel Rhódos (Griechenland). In: Burgen und Schlösser. 4/2009
- 2010: The Town-Fortress Überlingen at Northern Lake Constance (Bodensee). In: Europa Nostra Scientific Bulletin. 64/2010
- 2012: Die „Burg Mirbach“. Ein vergessenes Bauwerk der späten „Burgen-Romantik“ im Kontext seiner Entstehung. In: Landkreis Vulkaneifel Jahrbuch 2012 (online)
- 2014: Die vier Burgen und Schlösser in Gailingen am Hochrhein. In: ARX. Burgen und Schlösser in Bayern, Österreich und Südtirol. 2/2014
- 2017: The development of Bastion in the Knights Hospitallersʼ Monastic State in the Dodecanese, Aegean Sea (15th and 16th centuries) – some new aspects. In: CEAMA. 15/2017 (PDF)
- 2021: Der Hohentwiel. Die Stadt Singen und "ihre Burg" als Symbol, Wahrzeichen, Logo, lokaler Identitätsfaktor und Memento mori. In: Schriften des Vereins für Geschichte des Bodensees und seiner Umgebung. Band 139, 2021, S. 205–225
- 2023: Sakralbauten im westlichen Bodenseeraum. Historistische und historisierende Kirchen im Landkreis Konstanz von 1815–1930. In: Schriften des Vereins für Geschichte des Bodensees und seiner Umgebung. Band 141, 2023, S. 241–274